# Renzo Martens

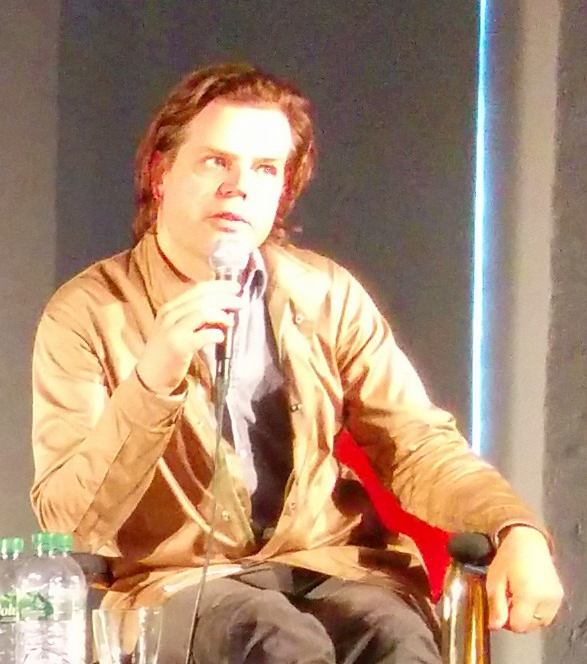
Renzo Martens in Kunst-Werke Berlijn

Renzo Martens (Terneuzen, 1973) is een Nederlandse kunstenaar en filmmaker, die woont en werkt in Amsterdam en Kinshasa. Martens kwam in de aandacht als documentairemaker met Episode I (2003) en Episode III: Enjoy Poverty (2008). Sinds 2010 is Renzo Martens de artistiek leider van Human Activities, een instituut dat een nieuw ecologisch en economisch model gebaseerd op kunst ontwikkelt op een palmolieplantage in de Democratische Republiek Congo.

## Biografie
Renzo Martens studeerde Politieke wetenschappen aan de Katholieke Universiteit Nijmegen en beeldende kunst aan de Koninklijke Academie voor Schone Kunsten van Gent en de Gerrit Rietveld Academie in Amsterdam. Nadien resideerde hij in 2010 aan het ISCP in New York. In 2013 was Renzo Martens een van de 16 deelnemers aan het Yale World Fellow Program, het signature leadership program van de Yale-universiteit.
De kunstenaar werkt aan een PhD in de kunsten aan de Koninklijke Academie voor Schone Kunsten van Gent (KASK) in Gent.

## Werk

### Episode I
Renzo Martens maakte zijn eerste film Episode I (2000) in Grozny, in de oorlogsgebieden van Tsjetsjenië. Het is een atypisch documentairefilm waarin beelden van het oorlogsgebied zijn vermengd met een persoonlijk (liefdes)verhaal van de kunstenaar. Met de camera op zichzelf gericht, vraagt hij de Tsjetsjenen wat zij van hem vinden.

### Episode III: Enjoy Poverty
Episode III, ofwel Enjoy Poverty genoemd, is een studie omtrent de politieke stellingnames van hedendaagse kunst en het resultaat van een twee jaar durende reis door Congo. In de film zet Martens een emancipatieprogramma op om lokale gemeenschappen te stimuleren om hun armoede te gelde te maken. Deze film opende het Internationale Documentaire Filmfestival Amsterdam (IDFA) in 2009.

### Human Activities
Human Activities werkt samen met de Cercle d’Art des Travailleurs de Plantation Congolaise (CATPC) om via kunstproductie de economie op een voormalige palmolieplantage in Congo te versterken en ecologische initiatieven op te zetten. CATPC maakt kunst, waarvan de opbrengsten deels worden gebruikt om uitgeput land terug te kopen en weer vruchtbaar te maken. Zo krijgen lokale arbeiders meer zeggenschap over hun leefomgeving. Daarnaast organiseert Human Activities internationale conferenties en tentoonstellingen om het debat over kunst, economische ongelijkheid, en post-koloniale kwesties te stimuleren. De "White Cube" in Lusanga fungeert als centrum voor onderzoek naar kunst en economische ongelijkheid, waarbij ook NFT’s worden ingezet als digitale restitutie van kunst.

## Kritiek op zijn werk
Kunstcollectief KIRAC maakte in 2017 een weliswaar warrige, maar ook kritische film (episode 6 in de KIRAC-filmreeks) over Martens en zijn vele pretenties. Hierin wordt hem onder meer een messias-complex voor de voeten geworpen.

## Prijzen
- 2021: 18th Seoul Eco Film Festival (publiekskeuze)[8]
- 2021: “Tutta un’altra storia” Award, Biografilm Festival 2021[9]
- 2017: Visible Award (shortlist, met de Cercle d'Art des Travailleurs de Plantation Congolaise)[10]
- 2015: Witteveen+Bos-prijs voor Kunst+Techniek
- 2015: Amsterdamprijs voor de Kunst
- 2013: Yale World Fellow[11]
- 2013: Cultuurfonds Documentaire Stipendium[12]
- 2010: Vlaamse Cultuurprijs voor Film[13]
- 2010: Stimulans prijs van het Nederlands Filmfonds[14]

## Solo tentoonstellingen en film vertoningen
- White Cube and Episode III: Enjoy Poverty screening, Palazzo Grassi, Venetië, Italië, 2022
- White Cube screening, Points communs, Parijs, Frankrijk, 2022
- BALOT (in collaboration with CATPC), KOW, Berlijn, 2022
- Global Launch White Cube (2021)
- FORCED LOVE (in collaboration with CATPC), KOW, Berlijn, 2020
- Forced Love (in collaboration with Irene Kanga / CATPC), EYE Filmmuseum, Amsterdam, 2020
- The Repatriation of The White Cube (in collaboration with CATPC), Lusanga, DRC, 2017
- Cercle d’Art des Travailleurs des Plantations Congolaise (in collaboration with CATPC), SculptureCenter, New York, 2016
- Cercle d’Art des Travailleurs des Plantations Congolaise (in collaboration with CATPC), MIMA, Middlesbrough, VK, 2015
- A New Settlement (in collaboration with CATPC), Galerie Fons Welters, Amsterdam
- A Lucky Day (in collaboration with CATPC), KOW, Berlijn
- The Matter of Critique (in collaboration with CATPC), KW Institute for Contemporary Art, Berlijn, 2015
- A Capital Accumulation Program, The BOX Gallery, Los Angeles, 2014
- Episode III, Göteborgs Konsthall, 2011
- Episode III, Wilkinson Gallery, Londen, 2009
- Episode III, Stedelijk Museum Bureau Amsterdam, Amsterdam, 2008
- Episode I, Vtape, Toronto, 2005
- Episode I, Marres, Maastricht, 2004
- Episode I, Galerie Fons Welters, Amsterdam, 2003
- Rien ne va plus, de Merodestraat, Brussel, 1999

## Publicaties
- Critique in Practice: Renzo Martens' Episode III (Enjoy Poverty), Anthony Downey (Ed.), MIT Press, 2019
- CATPC: Cercle d'art des travailleurs de plantation congolaise, Els Roelandt, Eva Barois De Caevel (Ed.), Sternberg Press, 2017